# Galeotto I Malatesta
Galeotto I Malatesta né le 1299 a Rimini? et mort le 21 janvier 1385 à Cesena est un condottiere italien. Seigneur de Rimini, Fano, Cesena, Ascoli Piceno et Fossombrone. Il était un membre de la puissante maison de Malatesta. Fils de Pandolfe Ier et frère de Malatesta III Guastafamiglia, dont il fut toujours l'allié, il fut seigneur de Rimini, Fano, Ascoli Piceno, Cesena et Fossombrone et chevalier de l’Église.

## Biographie
Allié à son frère et partisan du cardinal Bertrand du Pouget, il combat en 1333 sous les remparts de Ferrare, mais est capturé. Rendu à la liberté, il s'allie avec Ferrantino contre le légat pontifical et, à la tête des armées réunies, il envahit le territoire de Rimini. Mais très vite Ferrantino tend un piège à Galeotto, et se proclame lui-même maître de la cité. Galeotto se dresse contre l'usurpateur Ferrantino, et la guerre se prolonge jusqu'à la fin de l'hiver 1343. Louis de Bavière lui attribue le fief de Fano.
En 1347, il envahit la Marche d'Ancône puis s'empare de Senigallia et Ancone. Il assiège Osimo, Jesi et Orciano, et s'impose ainsi comme le maître de la plus grande partie de la province. Aux abords de Fermo, il inflige une défaite à Gentile da Mogliano et Lonio dei Simonetti, faisant prisonnier ce dernier.

### Tyran d'Ascoli du Picénum (1348-1353)
« Et vers le milieu du mois de mai, fut élu protecteur du peuple d'Ascoli le seigneur Galiotto Malatesta d'Arminio, et en ce temps une grande peste ravagea la ville. »

— Ascoli nel Trecento d'A. de Santis
Galeotto Malatesta de Rimini s'établit à Ascoli Piceno au mois de mai 1348, et y demeura jusqu'à la fin de l'année 1353. Élu Capitan Generale dell'Armi Cittadinesche pour mener la guerre contre Fermo, il succédait au tyran  Altoraccio, neveu du pape Clément VI ; mais la ville qu'il allait prendre en main était accablée par de multiples catastrophes : une l'épidémie de peste succédant à des séismes, une coûteuse guerre avec Fermo et son général Gentile da Mogliano, la sécheresse, une pluie des sauterelles et finalement une disette.
Les Ascolains connaissaient Galeotto Malatesta depuis la guerre avec Fermo, où ils avaient pu apprécier ses talents militaires et sa capacité à tenir tête à Gentile da Mogliano. Ils cherchèrent à s'attacher ses services, lui offrant, ainsi qu'à son frère Malatestino, de prendre la tête de leur armée. Les chroniques de la ville le décrivent alors comme un jeune et ambitieux condottiere, marié depuis 1323 avec la jeune Élise de la Villette, nièce du recteur des Marches Amielh de Lautrec.
À son arrivée à Ascoli, accompagné de Malatestino et de nombreux cavaliers, il est acclamé par le peuple comme difensore del popolo ascolano. Malatesta organise une infanterie de taille modeste mais bien entraînée, dans laquelle il recrute des montagnards, puis va à la rencontre de l'armée de la ville rivale de Fermo.
Au mois de novembre 1348, il affronte Gentile da Mogliano à San Severino, le repousse vers Fermo et remet à Ascoli de nombreux prisonniers ainsi qu'une grande quantité de vivres. Galeotto, fier de cette facile victoire, saccage sur le chemin du retour les châteaux de Marano, Castignano, Monte dell'Olmo et Carassai. Il occupe même San Benedetto-sur-Mer, l'actuelle San Benedetto del Tronto, grâce à la trahison de Piero Mancini, qui lui offre la ville moyennant une récompense de 1 000 florins d'or, payée par les Ascolains. Il met ensuite le siège devant la ville d'Offida. Il coupe les routes menant à la ville et détourne l'aqueduc alimentant ses fontaines. Après plusieurs tentatives de percées libératrices, les assiégés se rendent pour éviter la famine. Galeotto se porte ensuite vers Ancône et s'empare de nuit de cette ville sans rencontrer de résistance. Selon les chroniques de l'epoque, il n'est pas exclu que le condottiere y ait été invité par les bourgeois eux-mêmes. Toujours est-il que ce succès parachevait le rêve de Malatesta da Verucchio : dominer les Marches jusqu'au fleuve Tronto. Seule la ville de Fermo résistait encore aux Malatesta, ainsi que son champion Gentile da Mogliano, allié au frère Montréal du Bar.
L'année suivante, Galeotto suspend son activité militaire et effectue un pèlerinage en Terre sainte ; mais de retour en Italie, Louis de Tarente l'appelle auprès de lui à Naples en 1351.
En 1353, avec l'appui de son frère et fort de nombreux soldats, il met le siège devant Fermo, occupée par Gentile da Mogliano, mais doit l'abandonner pour défendre Rimini, assiégée par Jean Montréal du Bar et ses mercenaires. Il affronte aussi le cardinal Albornoz, légat du pape Innocent VI, et reprend Fermo à la fin de l'année. Il cherche ensuite à reprendre Recanati au légat pontifical, mais c'est un échec. Il met le siège devant Paterno, qui s'est rebellée. Il combat aux côtés de Rodolphe de Varano, mais est capturé. Par le traité de paix qui suit, les Malatesta obtiennent enfin de l’Église les terres de Rimini, Pesaro, Fano et Fossombrone.

### Campagne de Forlì
En 1356, Galeotto prend part à la ligue formée contre le seigneur de Forlì, le tient en échec à Cesena et force Faenza à se rendre. En 1357, il occupe Cesena et met le siège devant Murata, s'empare un mois plus tard du château, vaillamment défendu par l'épouse de Francesco II Ordelaffi, Marzia. Puis il obtient la reddition de Castelnuovo et Bertinoro, mais échoue devant Forlì. Il s'empare par trahison de Meldola et en 1359 obtient la reddition de Francesco II Ordelaffi et de la ville de Forlì.
Le légat, menacé à Bologne par Barnabé Visconti, l'appelle au secours en 1360. Il mate l'insurrection de Corinaldo et fortifie Bologne. Envoyé en 1361 vers le territoire de Parme, il s'en revient après avoir pris plusieurs troupeaux. Il s'efforce de s'emparer de Lugo, mais la désertion de ses mercenaires met un terme à son entreprise. Il ravitaille Bologne et attaque ses ennemis au pont de San Ruffilo, faisant de nombreux prisonniers. Il fait encore la guerre deux ans au service du pape et se voit confier le commandement de la milice de Jeanne d'Anjou.
En 1364, il s'engage dans la guerre qui oppose Florence et Pise, remplaçant son neveu Pandolfe à la tête des milices florentines. Retranché à Cascina, à 10 km de Pise, il est attaqué par Jean Haccoude, capitaine des Pisans, mais prend le dessus et force l'ennemi à fuir Pise.
Florence lui accorde alors de nombreux honneurs, mais ses mercenaires lui font défection derechef, et il doit interrompre sa campagne militaire. De retour à Rimini, il prend la succession de son frère, mort en 1364, et gouverne avec ses deux neveux, Ungaro et Pandolfo II.
Parti pour Padoue où se trouvait l'empereur Charles IV, il se met en 1368 au service de l'empereur de Constantinople. En 1370, le pape lui attribue le fief de Sansepolcro. 
En novembre 1371, le pape Grégoire XI le nomme Capitaine général de l'Église contre Barnabé Visconti. Il déclare la guerre à Barnabé Visconti, qu'il défait en 1373 à Montichiari, dans la région de Brescia.
À la mort de ses neveux, il concentre entre ses mains tous les fiefs des Malatesta. Il apporte son appui au pape dans la guerre contre les Florentins, et tâche de reprendre Urbino, mais il est repoussé par les Urbinates près de Cagli. En 1376 il maintient Cesena vassale de l’Église par la force, reconquiert Santarcangelo. De retour à Cesena, il reprend la ville en 1378 par des actes d'une extrême cruauté, s'adjugeant le fief de Bertinoro, mais il en est éloigné par le cardinal légat. La même année, le comté de Romagne lui attribue, au nom du pape, l'autorité sur Cesena. Il y établit une forme de royaume et y rappelle les exilés.
Il déclare la guerre à Guido da Polenta pour la suzeraineté sur Cesenatico, mais la médiation du marquis de Ferrare ramena la paix en 1381 ; pour peu de temps, car deux ans plus tard, le combat reprit et Polenta perdit Senigallia.
Dans la région de Ravenne, il s'empare de Cervia, Polenta, Cuglianello et Bastia, mais est défait devant Ravenne.